# Лескурея
Лескурея (Lescuraea) — рід мохів з родини лескеєвих (Leskeaceae).
Рід містить 18 видів. Поширення: Європа, Азія, Північна Америка. 